# Yağan, Köprüköy
Yağan là một thị trấn thuộc huyện Köprüköy, tỉnh Erzurum, Thổ Nhĩ Kỳ. Dân số thời điểm năm 2011 là 2.297 người.